# بی‌دی
بی‌دی (انگلیسی: BD) شرکت تجهیزات پزشکی آمریکایی است، که در سال ۱۸۹۷ توسط مکسول بکتون و فیرلی دیکینسون تأسیس شد.